# نوی بارتلسهاگن
نوی بارتلسهاگن (به آلمانی: Neu Bartelshagen) یک شهر در آلمان است که در فرپومرن-روگن واقع شده‌است. نوی بارتلسهاگن ۴۰۰ نفر جمعیت دارد.